# Bill Nichols

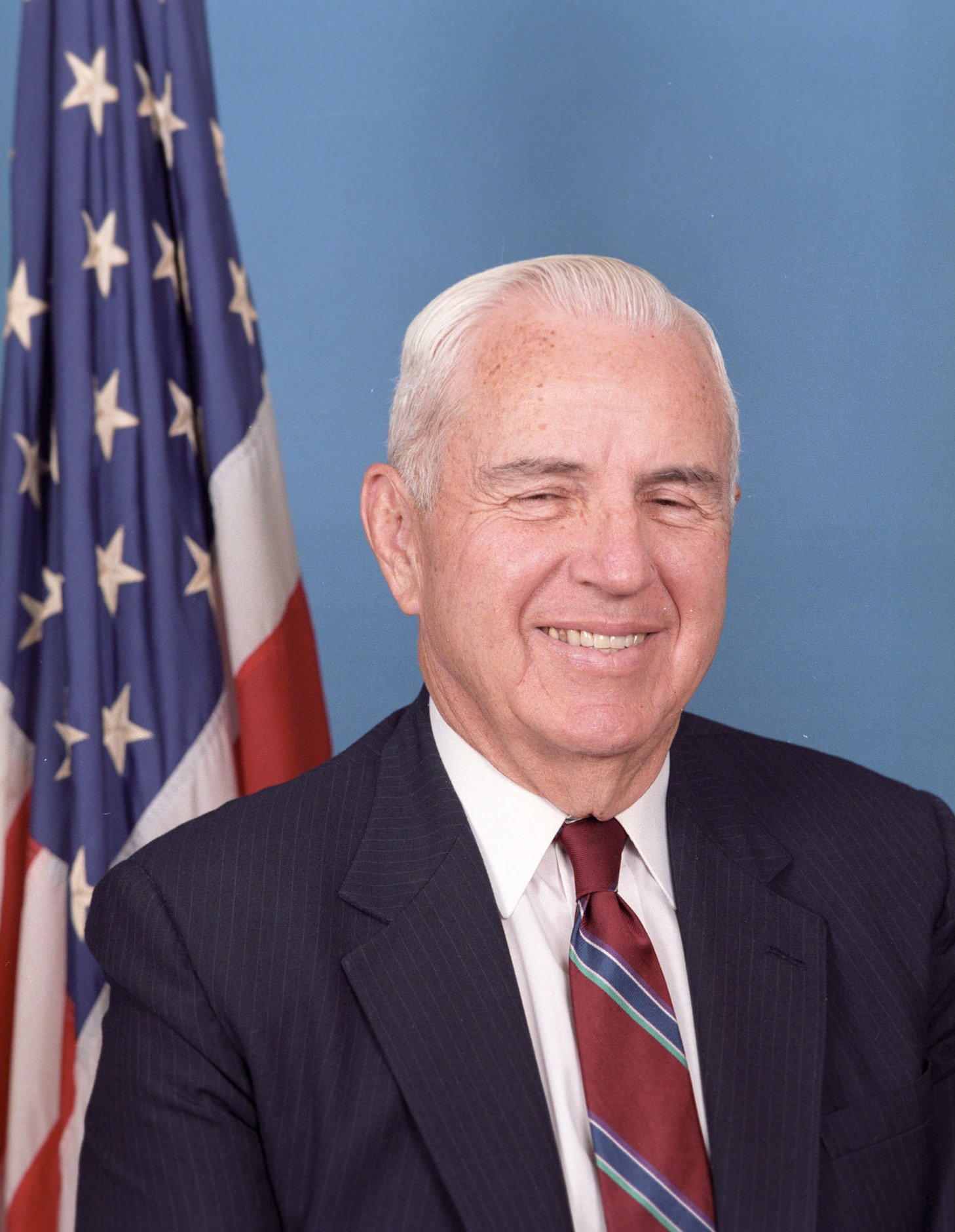
Bill Nichols (1986)

William Flynt „Bill“ Nichols (* 16. Oktober 1918 im Monroe County, Mississippi; † 13. Dezember 1988 in Washington, D.C.) war ein US-amerikanischer Politiker der Demokratischen Partei.

## Leben
Nicols wurde zunächst in den Senat von Alabama und in das Repräsentantenhaus von Alabama gewählt. 1966 schlug er den Republikaner Glenn Andrews in der Wahl für das Repräsentantenhaus der Vereinigten Staaten. Vier Jahre später trat Andrews erneut gegen Nichols an, unterlag aber ein weiteres Mal. Insgesamt bestritt Nicols von 1967 bis zu seinem Tod elf Amtszeiten als Vertreter des Bundesstaates Alabama.
1986 erarbeitete er mit Barry Goldwater, dem Senator von Arizona, den Goldwater-Nichols Act.